# Veloso Salgado
José Maria Veloso Salgado, né le 2 avril 1864 à Melón et mort le 22 juillet 1945 à Lisbonne, est un artiste-peintre portugais (naturalisé en 1887).

## Biographie
Né en Espagne, Veloso Salgado arrive à l'âge de 10 ans au Portugal.
Veloso Salgado est formé à l'Académie des Beaux–arts de Lisbonne, d'où il sort diplômé en 1888, puis à l'école des Beaux-Arts de Paris.
Il a été l'élève d'Alexandre Cabanel, de Jules-Élie Delaunay et de Jean-Joseph Benjamin-Constant.
Médailles d'or à Rio de Janeiro et à San Francisco et médaille d'honneur de la Société Nationale des Beaux–arts de Lisbonne, en 1911.

## Œuvres
- Rua de Leça, 1893, Musée José Malhoa[3]